# Barbus bellcrossi
Barbus bellcrossi е вид лъчеперка от семейство Шаранови (Cyprinidae).

## Разпространение
Видът е разпространен в Ангола и Замбия.

## Описание
На дължина достигат до 9 cm.